# Rue Aviateur Thieffry
Pour les articles homonymes, voir Thieffry.
La rue Aviateur Thieffry (en néerlandais: Vlieger Thieffrystraat) est une rue bruxelloise de la commune d'Etterbeek qui va de la rue de Pervyse au boulevard Louis Schmidt en passant par la rue Commandant Ponthier et la rue de Ramskapelle.
La numérotation des habitations va de 5 à 53 pour le côté impair et de 2 à 72 pour le côté pair.

## Historique
Cette rue fut tracée en 1925.
Elle fut baptisée du nom d'Edmond Thieffry, fils d'un secrétaire communal d'Etterbeek, mort au bord du lac Tanganyika en 1929. Un monument commémoratif se trouve au carrefour formé par les avenues Edmond Mesens, Nestor Plissart et Boileau.
La rue nous montre des maisons à deux étages construites après le milieu des années 1920.
- Premier permis de bâtir délivré en 1925 pour le n° 44

Abords
- Le n° 44 avec richesse décorative de façade fut bâti d'après les plans du décorateur Maerschalck en 1925.
- Le n° 16-18 (façade transformée en 1958 d'après l'architecte Spinnael) est construit en 1927 d'après les plans de l'architecte Edmond Serneels.
- Le n° 19 au 27 sont des petites maisons de style moderniste construit en 1928 d'après l'architecte René Théry (pour la s.c. La Construction Moderne).
- Le n° 51 fut bâti en 1930 d'après l'architecte Léon De Greef dans un style anglais de fin d'années 20.

## Accès
| ___ | Ce site est desservi par les stations de métro : Thieffry et Pétillon. |